# Liste der Landschaftsschutzgebiete im Zollernalbkreis
Im Zollernalbkreis gibt es 18 Landschaftsschutzgebiete. Nach der Schutzgebietsstatistik der Landesanstalt für Umwelt, Messungen und Naturschutz Baden-Württemberg (LUBW) stehen 30.890,04 Hektar der Landkreisfläche unter Landschaftsschutz, das sind 33,67 Prozent.

## Liste
| Name                                                     | Bild | Kennung               | Einzelheiten | Position | Fläche Hektar | Datum         |
| -------------------------------------------------------- | ---- | --------------------- | --- | -------- | ------------- | ------------- |
| Albstadt-Bitz                                            |      | 4.17.001 WDPA: 319469 | Bitz, Albstadt Landschaft mit hohem Erholungswert im Verdichtungsraum Albstadt-Bitz. | ⊙        | 9.597,2       | 17. Sep. 1983 |
| Eyachtal beim Eckwäldchen                                |      | 4.17.011 WDPA: 320730 | Balingen Talhänge mit vielen Hecken, Steppenheideflora, Tropfsteinbildung, Streuobstwiesen. | ⊙        | 25,7          | 10. Feb. 1939 |
| Hecken am Gaisberg                                       |      | 4.17.012 WDPA: 321460 | Balingen Hecken- und Beerengesträuch; teilweise künstlich angelegt als Vogelschutzgehölz. | ⊙        | 2,1           | 10. Feb. 1939 |
| Hecken unter Winkelshalde                                |      | 4.17.013 WDPA: 321463 | Balingen Dichte Hecken am Steilhang. | ⊙        | 2,8           | 10. Feb. 1939 |
| Schömberger Stausee mit Palmbühl                         |      | 4.17.037 WDPA: 324237 | Schömberg Künstlich geschaffener Stausee (Schlichemtalsperre) als Bereicherung der Landschaft; Wallfahrtsort auf dem Palmbühl mit Kirche und Anlagen. | ⊙        | 90,6          | 17. Dez. 1962 |
| Hundsrücken                                              |      | 4.17.040 WDPA: 321841 | Balingen, Albstadt Charakteristische Albhochfläche und Albrandlandschaft mit interessanten Landschaftsformen, Flora und Fauna. Das Gebiet, das von Straßen kaum durchzogen wird, soll den Wanderern vorbehalten bleiben.                                                                | ⊙        | 666,5         | 16. Jan. 2002 |
| Loretto und Friedhof                                     |      | 4.17.041 WDPA: 322665 | Geislingen Weitere Umgebung der Lorettokapelle. | ⊙        | 100,7         | 12. Jan. 1960 |
| Großer Heuberg                                           |      | 4.17.042 WDPA: 321189 | Dotternhausen, Hausen am Tann, Meßstetten, Nusplingen Äußerst abwechslungsreiche Landschaft von seltener Vielfalt und Schönheit mit weiten, naturhaften Räumen mit bemerkenswerter Vegetation und Tierwelt; ökologischer Ausgleichsraum, Nah- und Ferienerholungsgebiet von hohem Rang. | ⊙        | 9.376,5       | 27. Jan. 2003 |
| Landschaftsteile der Markung Roßwangen                   |      | 4.17.043 WDPA: 322453 | Balingen Vorberglandschaft der Schwäbischen Alb. | ⊙        | 454,7         | 2. März 1966  |
| Laucherttal mit Nebentälern                              |      | 4.17.044 WDPA: 322538 | Burladingen Reizvolles Albtal mit Zusammenfluss der Erpf und Lauchert; Ruine Holstein. | ⊙        | 338,3         | 23. Feb. 1981 |
| Eyachtal im Bereich des ehemaligen Landkreises Hechingen |      | 4.17.045 WDPA: 320731 | Haigerloch Romantisches Tal der Eyach im Muschelkalkgebiet. | ⊙        | 1.017,3       | 18. März 1960 |
| Mittleres Starzeltal                                     |      | 4.17.046 WDPA: 323010 | Hechingen, Rangendingen Landschaftsteile um die mittlere Starzel; typische Landschaft des Albvorlandes mit Wiese, Äckern, Wäldern und Tälern | ⊙        | 1.245,4       | 10. Okt. 1963 |
| Büttnau                                                  |      | 4.17.047 WDPA: 320234 | Winterlingen Seitental des Lauchertales. | ⊙        | 5,3           | 12. Juli 1967 |
| Oberes Starzeltal und Zollerberg                         |      | 4.17.048 WDPA: 323392 | Bisingen, Burladingen, Hechingen, Jungingen Typische Albtrauflandschaft mit dem Zollerberg als Zeugenberg; Burg Hohenzollern. | ⊙        | 7.900,0       | 19. Dez. 1972 |
| Oberhohenberg                                            |      | 4.17.049 WDPA: 323403 | Schömberg Zweithöchster Berg der Schwäbischen Alb (1011 m) mit Burgruine und der Stätte des alten Städtchens Hohenberg. | ⊙        | 28,6          | 4. März 1938  |
| Lauchhalde                                               |      | 4.17.050 WDPA: 322541 | Hechingen Zur Vermeidung nachteiliger Einflüsse auf das gleichnamige NSG notwendige Puffer- und Ergänzungszone. | ⊙        | 10,7          | 14. März 1991 |
| Weinberghalde Weildorf                                   |      | 4.17.051 WDPA: 325732 | Haigerloch Alte Kulturlandschaft, bestehend aus kleinflächig wechselnden Streuobstbeständen (Besonderheit: Walnussbäume!), strukturreichem Extensivgrünland, Quellhorizont, Nass- und Feuchtwiesen und naturnahen Waldbeständen; Erholungsraum.                                         | ⊙        | 8,1           | 27. Dez. 1994 |
| Weinberghalde Gruol                                      |      | 4.17.052 WDPA: 325731 | Haigerloch Landschaftsprägender, südexponierter, steiler Hangbereich mit Streuobstbeständen (Altbäume), Hecken, Gebüschgruppen, als Weide genutztes Grünland, z. T. mit Halbtrockenrasencharakter mit geschützten Pflanzenarten; Erholungsgebiet.                                       | ⊙        | 20,4          | 27. Dez. 1994 |
| Legende für Landschaftsschutzgebiet                      |      |                       | |          |               |               |